# Grzybków
Grzybków – wieś w Polsce położona w województwie wielkopolskim, w powiecie słupeckim, w gminie Słupca.
W latach 1975–1998 miejscowość administracyjnie należała do województwa konińskiego.
W roku 1934 wieś zamieszkiwało 140 osób.
W 1882 roku we wsi znajdował się folwark. 